# Bryocorini
Bryocorini (лат.) — триба полужесткокрылых из семейства слепняков (Miridae) подсемейства Bryocorinae.

## Описание
Клопы желтовато-коричневой или чёрной окраски размером тела от 2,2 до 4,5 мм. Глаза небольшие. Воротник переднеспинки узкий. Кориум и кунеус как правило бледно-желтым рисунком. Пульвиллы на лапках отсутствуют.

## Экология
Многие представители трибы являются специализированными фитофагами папоротников. Вид Bryophilocapsus tosamontanus, относящийся к монотипическому роду, единственный вид среди клопов питающийся мхами.

## Классификация
В мировой фауне семь родов и 47 видов.
- Bryocorella Carvalho, 1956
- Bryocoris Fallén, 1829
- Bryophilocapsus Yasunaga, 2000
- Cobalorrhynchus Reuter, 1906
- Diplazicoris Konstantinov, Knyshov, 2015
- Hekista Kirkaldy, 1902
- Monalocoris Dahlbom, 1851

## Распространение
Триба имеет всесветное распространение. Наибольшее разнообразие родов отмечается в Ориентальной области (5 родов), Палеарктике и Австралии (по 4 рода).